# Complexul Sportiv Raional Orhei
Complexul Sportiv Raional Orhei e un stadion de fotbal din Republica Moldova, deschis în 1980. În anul 2005 a început demolarea vechiului stand din lemn, pentru a face loc unei construcții noi, moderne. UEFA a sponsorizat cu 22 milioane lei construcția noului stadion și a pistei de alergări. De la data oficială a deschiderii – 22 mai 2007, complexul sportiv Orhei este, alături de cele de la Zimbu și Sheriff, unul dintre cele mai moderne arene din țară.
Stadionul este gazda meciurilor „de acasă” ale echipei Milsami Orhei.